# Gołdap (jezioro)
Gołdap – jezioro w zachodniej części parku krajobrazowego Puszczy Rominckiej, na granicy Polski (województwo warmińsko-mazurskie) i Rosji (obwód królewiecki).

## Morfometria
Zwierciadło wody po polskiej stronie ma powierzchnię 149 ha, położone jest na wysokości 150 m n.p.m. Głębokość maksymalna wynosi 10,9 m, głębokość średnia 5,6 m. Objętość misy jeziornej szacowana jest na 8345,3 tys. m³. Długość maks. 2930 m, szerokość maks. 880 m, długość linii brzegowej 7600 m.

## Charakterystyka
Głównym dopływem jeziora jest Jarka, wpływająca w południowej części jeziora. Odpływ z jeziora to Gołdapa, rozpoczynająca bieg w pobliżu ujścia Jarki.

## Nazwa
Polską nazwę Gołdap wprowadzono urzędowo w 1949 roku, zastępując poprzednią niemiecką nazwę jeziora – Goldaper See. Północna część misy jeziornej znajdująca się na terenie obwodu królewieckiego nosi nazwę Oziero Krasnoje (ros. Озеро Красное), czyli Czerwone Jezioro.